# Moawo (Lahewa)
Moawo is een bestuurslaag in het regentschap Nias Utara van de provincie Noord-Sumatra, Indonesië. Moawo telt 448 inwoners (volkstelling 2010).